# Ilse Exl
Ilse Exl, verheiratete Ilse Innerhofer (* 26. November 1907 in Innsbruck, Österreich-Ungarn; † 8. Juli 1956 ebenda) war eine österreichische Theater- und Filmschauspielerin und Theaterdirektorin. 

## Leben
Ilse Exl wurde als Tochter von Ferdinand Exl, Schauspieler sowie Begründer und langjähriger Leiter der Exl-Bühne, und der Schauspielerin Anna Exl in Innsbruck geboren. Mit 13 Jahren stand sie in Karl Schönherrs Kindertragödie erstmals auf der Bühne. In der Folge spielte sie häufig im Theater ihres Vaters, unter anderem die Anna Birkmair in Der Pfarrer von Kirchfeld, die Vroni im Meineidbauer und die Horlacher-Lies im G’wissenswurm von Ludwig Anzengruber oder die Sonnleitnerin in Schönherrs Weibsteufel. Später spielte sie auch in mehreren Filmen mit. Sie stand 1944 in der Gottbegnadeten-Liste des Reichsministeriums für Volksaufklärung und Propaganda. 
Nach dem Tod ihres Vaters 1942 übernahm sie die Leitung der Exl-Bühne, die wenige Monate nach ihrem frühen Tod 1956 den Betrieb einstellte.

## Filmografie
- 1941: Der Meineidbauer
- 1941: Wetterleuchten um Barbara
- 1944/48: Ulli und Marei
- 1947: Erde
- 1951: Was das Herz befiehlt